# ГЕС Ангат
ГЕС Ангат — гідроелектростанція на Філіппінах на острові Лусон. Використовує ресурс із річки Ангат, яка утворює спільну дельту з Пампангою та впадає у північну частину Манільської затоки Південно-Китайського моря.
У межах проекту річку перекрили кам'яно-накидною греблею із земляним ядром висотою 131 метр, довжиною 568 метрів та товщиною від 9 (по гребеню) до 550 (по основі) метрів яка потребувала 7,1 млн м3 матеріалу. На час будівництва воду відвели за допомогою двох тунелів довжиною по 0,6 км з діаметром 7,6 метра. Крім того, звели дві кам'яно-накидні дамби (висотою 70 метрів та довжиною 410 метрів і висотою 6 метрів та довжиною 70 метрів), на які використали ще 1,7 млн м3 породи. Разом ці споруди утримують водосховище з площею поверхні 27 км2 та об'ємом 1075 млн м3 (корисний об'єм 850 млн м3). Мінімальним операційним рівнем при цьому є позначки 160 метрів НРМ (для роботи пов'язаної зі сховищем системи водопостачання) та 180 метрів НРМ (використання води на зрошення), а максимальний нормальний рівень визначений як 212 метрів НРМ (у випадку повені останній показник зростає до 219 метрів НРМ).
Зі сховища ресурс спрямовується у двох напрямках. Менша його частина через дериваційний тунель довжиною 1,4 км зі спадаючим діаметром від 8 до 7 метрів та напірний водовід діаметром 7 метрів (який у підсумку розділяється на чотири діаметром по 3 метри) подається до основного машинного залу. Він обладнаний чотирма турбінами типу Френсіс потужністю по 50 МВт, а відпрацьована тут вода по відвідному тунелю довжиною 1,8 км транспортується назад у Ангат та використовується для зрошення 28 тисяч гектарів земель. При цьому відстань між греблею та виходом відвідного тунелю по руслу річки становить приблизно 15 км.
Основний же об'єм води перепускають через пригреблевий машинний зал, який у 1967-му ввели в експлуатацію з двома турбінами потужністю по 6 МВт. В 1978-му до них долали ще одну таку ж, а у 1986 та 1993 роках зал підсилили турбінами з показниками 10 МВт та 18 МВт відповідно. Відпрацьований у допоміжному залі ресурс захоплюється греблею Іпо та спрямовується через кілька тунелів та акведуків до системи водопостачання Маніли. Саме зростаючі потреби столичної агломерації, 90 % яких покриває комплекс Ангат, визначили розвиток допоміжного машинного залу та об'єми перепуску через нього ресурсу.
У 1990-х роках до сховища Ангат організували перекидання води із річки Умірай, яка дренує протилежний, східний схил хребта С'єрра-Мадре та впадає до Філіппінського моря. Для цього проклали тунель довжиною 13,1 км з діаметром 4,3 метра, здатний транспортувати до 24 м3/с. Втім, зростаючі потреби Маніли змусили перепускати дедалі більше води через допоміжний машинний зал, отож загальний виробіток комплексу зменшився з 446 до 412 млн кВт-год електроенергії на рік (при цьому продукція основного машинного залу скоротилась з 295 до 223 млн кВт-год).
Видача електроенергії відбувається по ЛЕП, розрахованих на роботу під напругою 115 кВ.
Власником майже всієї генеруючої потужності комплексу з 2014 року є південнокорейська Korea Water Resources (K-Water), проте дві турбіни із допоміжного машинного залу загальною потужністю 28 МВт належать водопостачальній компанії Metropolitan Waterworks and Sewerage System.